# Vincenzo Marra
Vincenzo Marra (Nápoles, 18 de septiembre de 1972) es un director de cine y guionista italiano.

## Biografía
Comenzó como fotógrafo deportivo para centrarse en el mundo del cine a partir de 1996. A finales de los 90, escribió y dirigió dos cortos, Una rosa, prego y La vestizione. 
Su primer largometraje, Tornando a casa, recibió 18 premios internacionales como el de mejor película en la Semana internacional de la crítica del Mostra de Venecia y el de mejor película en el Festival de Buenos Aires. Además, Marra fue nominado a mejor dirección novel en los Premios David di Donatello. Después de ello, realizaría dos documentales: E.A.M - Estranei alla massa, que se adjudica el Premio Pier Paolo Pasolini en 2001 y Paesaggio a sud, presente en la sección de Nuovi territori de 60ª Mostra de Venecia.
En 2004, escribe y dirige su segundo largometraje, Vento di terra. Este film recibió también numerosos premios como el de la crítica del Mostra de Venecia, el de mejor película de Gijón, el de la revelación del año en el Festival de Cannes, y el de Grolla d'oro por ser la película más vista. Después de este trabajo de ficción vendrían dos documentales 58% y L'udienza è aperta.  Dos años después, estrena L’ora di punta, con el que gama la Palmera de Bronce del Festival de Valencia.

## Filmografía
- Tornando a casa (2001)
- E.A.M. - Estranei alla massa (documental) (2002)
- Paesaggio a sud (2003)
- Viento de tierra (Vento di terra) (2004)
- 58% (documental) (2005)
- L'udienza è aperta (documental) (2006)
- Il grande progetto (2007)
- Los puentes de Sarajevo (Ponts de Sarajevo) (2014)
- La prima luce (2015)
- L'equilibrio (2017)
- La volta buona (2020)

## Premios y distinciones
Festival Internacional de Cine de Venecia
| Año  | Categoría                                                            | Película         | Resultado |
| ---- | -------------------------------------------------------------------- | ---------------- | --------- |
| 2001 | Premio Italian Cinema Clubs                                          | Tornando a casa  | Ganador   |
| 2001 | Premio Isvema                                                        | Tornando a casa  | Ganador   |
| 2001 | Premio FEDIC                                                         | Tornando a casa  | Ganador   |
| 2001 | Premio obra de culto italiana                                        | Tornando a casa  | Ganador   |
| 2001 | Premio CinemAvvenire-Mejor película en la relación hombre-naturaleza | Tornando a casa  | Ganador   |
| 2004 | Premio Orizzonti-Mención especial                                    | Viento de tierra | Ganador   |
| 2015 | Premio Venice Days                                                   | ˞La prima luce   | Ganador   |
| 2017 | Premio Lanterna Magica                                               | L'equilibrio     | Ganador   |